# After School (film)
Pour les articles homonymes, voir After School (homonymie).
After School est un film muet américain réalisé par Allan Dwan et sorti en 1912.

## Synopsis
À la suite de la mort de leur mère, Jane Terrell décide de s'occuper de la maison et du ménage, alors que sa jeune sœur, Bessie, continue de suivre ses études. L'arrivée d'un nouveau maître d'école, Jack Redmond, va dresser les deux jeunes femmes l'une contre l'autre. En effet, toutes deux sont amoureuses de l'enseignant. Jane accepte de s'effacer, mais Bessie fait la rencontre d'un vendeur, Jim Reeves, qui la séduit, puis l'abandonne…

## Fiche technique
- Réalisation : Allan Dwan
- Date de sortie :
  - États-Unis :11 mars 1912

## Distribution
- J. Warren Kerrigan : Jack Redmond
- Pauline Bush : Jane Terrell
- Jack Richardson : Jim Reeves
- Jessalyn Van Trump : Bessie Terrell